# Google hacking
Google hacking, Google dorking – termin opisujący stosowanie specjalnie dobranych zapytań dla popularnej wyszukiwarki internetowej Google, które pozwalają na odszukanie informacji przydatnych z punktu widzenia analizy bezpieczeństwa innych witryn WWW.
Wyszukiwarki internetowe mogą w pewnych sytuacjach indeksować przypadkowo udostępnione przez autorów serwisów listy użytkowników lub haseł, zbiory z numerami kart kredytowych, adresy domyślnych interfejsów konfiguracyjnych, albo inne parametry mające znaczenie dla zabezpieczeń danej strony. Dzięki temu, przez określenie odpowiednich słów kluczowych oraz innych parametrów wyszukiwania, napastnik może mniejszym niż zwykle nakładem pracy dokonać prób ataku na nieprawidłowo zbudowane serwisy; równocześnie jednak, zapytania takie mogą stanowić znaczną pomoc dla administratorów witryn i uprawnionych audytorów zabezpieczeń.